# Estados Unidos nos Jogos Pan-Americanos de 1967
Os Estados Unidos nos Jogos Pan-Americanos de 1967, participaram pela 5ª vez da competição.
A cidade sede foi Winnipeg, no Canadá e o país conquistou um total de 244 medalhas, terminando pela quarta vez consecutiva em primeiro lugar no quadro geral de medalhas..